# C.J. Fiedorowicz
Colton John Fiedorowicz, detto C.J. (Johnsburg, 22 ottobre 1991), è un giocatore di football americano statunitense che gioca nel ruolo di tight end per gli Houston Texans della National Football League (NFL). Fu scelto nel corso del terzo giro (65º assoluto) del Draft NFL 2014. Al college ha giocato a football all'Università dell'Iowa.

## Carriera universitaria
Fiedorowicz giocò alla University of Iowa dal 2010 al 2013. Divenne titolare a partire dalla sua terza stagione, terminando la sua esperienza nel college football con 84 ricezioni per 830 yard e 9 touchdown. Alla fine dell'ultima stagione fu inserito nella formazione ideale della Big Ten Conference.

## Carriera professionistica

### Houston Texans
Niklas fu scelto nel corso del terzo giro del Draft 2014 dagli Houston Texans. Debuttò come professionista partendo subentrando nella gara della settimana 1 vinta contro i Washington Redskins. Nella settimana 3 contro i New York Giants partì per la prima volta come titolare. Nella settimana 6 contro gli Indianapolis Colts ricevette il primo passaggio da 7 yard. Nel penultimo turno segnò il suo primo touchdown su passaggio da 5 yard del running back Arian Foster nella vittoria sui Ravens. La sua stagione da rookie si concluse con 4 ricezioni per 28 in 15 partite, 8 delle quali come titolare.
Il primo touchdown della sua seconda stagione, Fiedorowicz lo segnò nella sconfitta del quarto turno contro gli Atlanta Falcons.

## Statistiche
| Partite totali      | 19 |
| Partite da titolare | 9  |
| Ricezioni           | 9  |
| Yard ricevute       | 90 |
| Touchdown           | 2  |

Statistiche aggiornate alla settimana 4 della stagione 2015